# Nehrași, Kiev-Sveatoșîn
Nehrași (în ucraineană Неграші) este un sat în comuna Muzîci din raionul Kiev-Sveatoșîn, regiunea Kiev, Ucraina.

## Demografie
Componența lingvistică a localității Nehrași
     Ucraineană (91,63%)
     Rusă (6,11%)
     Alte limbi (0,68%)
Conform recensământului din 2001, majoritatea populației localității Nehrași era vorbitoare de ucraineană (91,63%), existând în minoritate și vorbitori de rusă (6,11%) și armeană (1,36%).